# Frank W. Hunt
Frank Williams Hunt, född 16 december 1861 i Newport,  Kentucky, död 25 november 1906 i Boise, Idaho, var en amerikansk demokratisk politiker. Han var guvernör i delstaten Idaho 1901–1903.
Hunt deltog i spansk-amerikanska kriget och befordrades till kapten. I kriget var han med om slaget om Manila.
Hunt efterträdde 1901 Frank Steunenberg som guvernör och efterträddes två år senare av John T. Morrison. Inför presidentvalet i USA 1904 ingick han i Idahos delegation till demokraternas konvent. Hunt avled 1906 i lunginflammation och gravsattes på Pioneer Cemetery i Boise.